# Drescheria
Drescheria is een geslacht van kevers uit de familie bladkevers (Chrysomelidae).
De wetenschappelijke naam van het geslacht werd in 1922 gepubliceerd door Julius Weise.

## Soorten
- Drescheria reinecki (Weise, 1922)